# 白坚
白坚（1911年—1968年12月11日），原名士魁，男，陕西靖边人。中华人民共和国政治人物。曾任天津市人民政府、天津市人民委员会副市长、第一机械工业部副部长。

## 生平

### 早年革命
早年求学于陕北联合县立榆林中学、绥德省立第四师范，后参加学生运动。1926年入团，1928年转党。1928年陕北军阀井岳秀查封绥德师范，赴北平考入辅仁大学读书。1930年8月1日参加中共组织的天桥飞行集会时被捕，在狱中英勇刚烈，被用刺刀戳掉两个门牙，后因找不到控罪证据而获释，在燕京大学以锅炉工身份作掩护，继续从事中共地下工作，先后担任共青团北平西郊区委组织部部长、团区委书记等职。。1932年春被中共河北省委任命为保定特派员，参与领导了高蠡暴动。暴动失败后返回北平，任中共西城区委书记。1932年底调中共河北省委军委并被派往东北军骑兵第二师，与在该师的刘澜波、孙志远等组成中共工作委员会，白任书记。1933年6月，担任察哈尔民众抗日同盟军政治部组织部部长，1933年10月在小汤山战斗中负伤。伤愈后被派往石家庄，任共青团直中特委代理书记。1934年赴上海参加中共举办的全国青干班学习军事。1934年夏，由于叛徒告密，特务前来搜捕，在翻墙逃跑时被国民党特务用铁钩钩去后脑一大块头皮，终生留下一块伤痕。后与安徽寿县派来学习的陈子路到皖北寻找游击队，未果，遂经天津到北平。1934年秋被派赴陕北，先后担任陕甘苏区海南北路纵队指挥员，陕北苏维埃准备委员会委员。1935年初，任西北军事委员会秘书长、红二十六军政治部主任（刘志丹任总指挥，高岗任政治委员）等职。1936年，调中央任外交联络员，多次被派往洛阳、西安做联络工作。1936年9月到定边，在中共三边特委武装部工作，指挥定边、盐池等县游击作战。

### 抗日战争与二次国共内战
1937年9月，被任命为回蒙工作委员会主任。1937年10月，任中共三边特委宣传部部长；1937年12月中共三边特委改称三边分区委员会，任分区党委宣传部部长兼白区工作部部长。1938年奉调到晋西北，1938年11月被任命为新成立的中共晋西北岢岚地委书记。。1941年秋，晋西北各地委改按数序命名，白调任中共晋西区第四地委书记。1942年8月，中共晋西区第四地委改称中共晋绥第四地委，仍任书记。1942年12月，中共中央晋绥分局将中共晋绥第三地委与第四地委合并为新的中共晋绥第三地委，任新的第三地委书记兼第三军分区副政委、政委。1945年4月，赴延安出席中共第七次全国代表大会。会后仍回晋绥。。

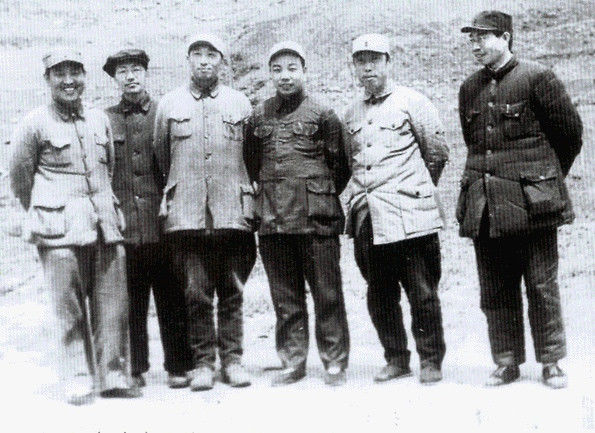
1946年国共东北战场，右起林一山、刘澜波、萧华、张学思、白坚、江华

第二次国共内战期间，调任东北。1945年10月，任中共辽宁省工作委员会副书记。11月，省工委撤出沈阳，在本溪建立中共辽宁省委分委员会，白任分委书记兼组织部部长。1946年1月，中共辽东省委成立，辽宁分委仍然保留，白仍是分委书记兼组织部部长。同年4月，分委撤销，5月又重建。白任重建后的分委副书记、书记，并先后兼分委组织部部长、-委员会书记、保卫委员会书记。1945年11月，辽宁省工委撤出沈阳，在本溪建立中共辽宁省委分委员会，任分委书记兼组织部部长。1946年1月，中共辽东省委成立，辽宁分委仍然保留，白是分委书记兼组织部部长。1946年4月，分委撤销，1946月又重建。白任重建后的分委副书记、书记，并先后兼分委组织部部长、保卫委员会书记。1946年12月，中共辽宁省分委改为中共辽宁省委，白任省委书记兼财经委员会主任，兼任辽宁军区副政委、政委。当时东北战局非常不明朗，1949年春，中共中央东北局会议上，东北局根据中央工委关于保障贫雇农在土改中的领导权和一切通过贫农团的指示精神，受到毛泽东批评。白坚和辽南省委书记林一山等向陈云率先发难，称陈云在临江战役中过分强调困难、另一方面则在土地改革中过于左倾。陈云尽管做出自我批评，但也反而批评白坚等人。高岗总结时，严厉批评白坚、林一山、刘建章，双方出现严重冲突；在李富春、林枫等人调停下事情平息。不久，中共中央组织部将白调离东北。

### 共和国时期
中华人民共和国成立后，他担任华北行政委员会委员、副秘书长兼办公厅主任。1954年3月，任华北行政委员会秘书长；1954年8月17日，华北行政委员会撤销，调任中共天津市委副书记、天津市人民委员会副市长。1956年春调入北京，任中华人民共和国第三机械工业部副部长。1956年5月三机部被撤销，设立电机制造工业部，白任电机部副部长、党组副书记。1958年2月，电机部与一机部、二机部合并为第一机械工业部，白仍任副部长、党组副书记，主管财务、教育和基建工作。。1964年初，代表一机部参加西南三线建设委员会，任一机部德阳建厂指挥部总指挥，参与规划部署西南机械工业的建设，并坐镇指挥第二重型机械厂等重点项目的建设。文化大革命期间，1966年底，从德阳返回北京，因牵扯刘志丹案，受到迫害致死。

## 身后
1972年5月31日，毛泽东指示：“白坚在我的印象里不错，应为他做出政治结论。”1972年6月1日，周恩来又指示：“遵照主席指示，做出政治结论。”1978年8月，中共中央予以平反，并在八宝山革命公墓召开追悼会。

## 家庭
儿子白克明，曾任中共海南省委书记、中共河北省委书记、《人民日报》社社长。因白坚曾是江泽民上司，白克明又与曾庆红是中学同窗，他也被视为“中共太子党”成员之一。